# Graukopf-Fruchttaube
Die Graukopf-Fruchttaube oder Philippinenfruchttaube (Ducula poliocephala ) ist eine monotypische, große Art der Taubenvögel. Sie kommt ausschließlich auf den Philippinen vor.
Die Bestandssituation der Graukopf-Fruchttaube wird mit potentiell gefährdet (near threatened) angegeben.

## Erscheinungsbild

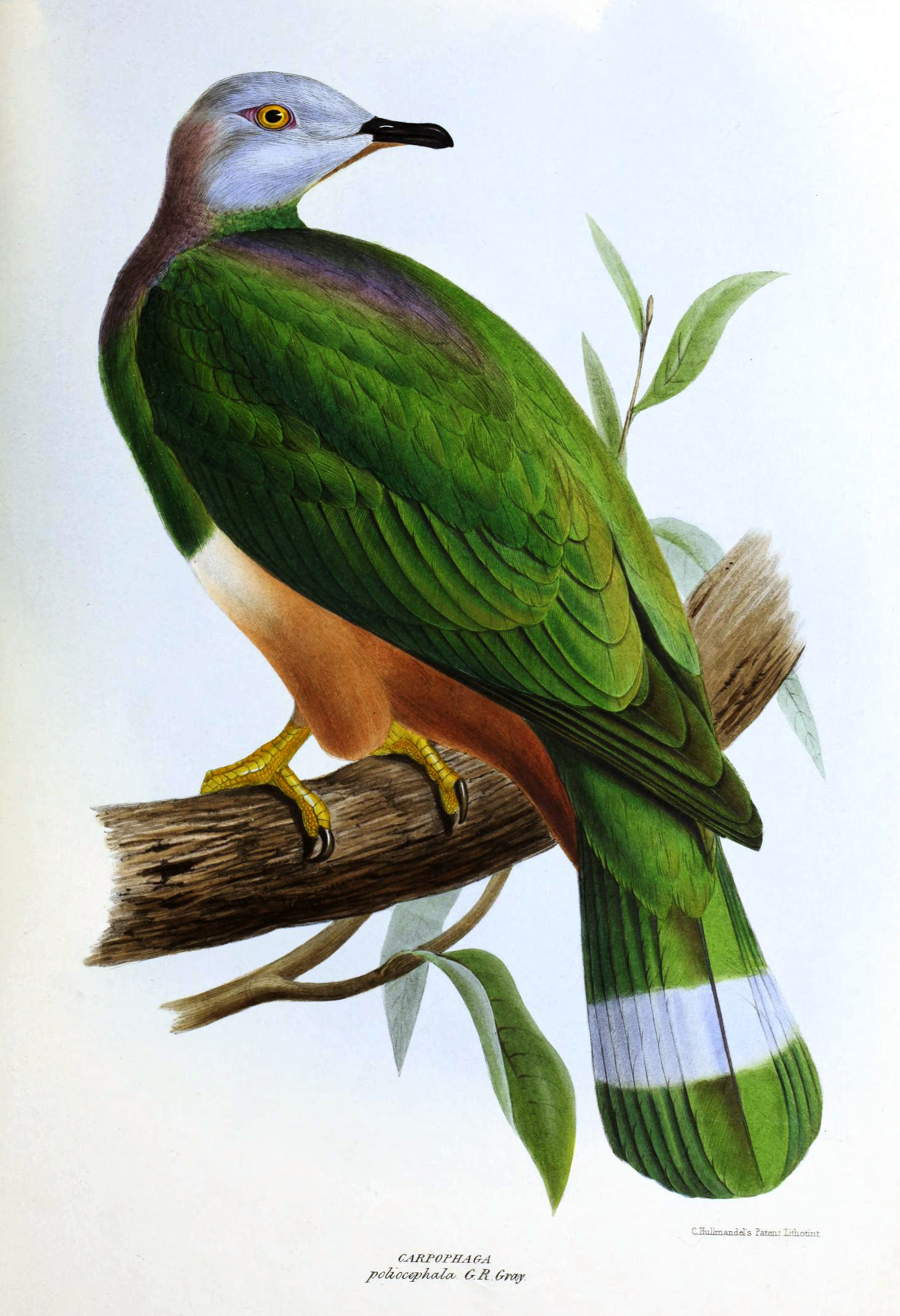
Graukopf-Fruchttaube, Illustration

Die Graukopf-Fruchttaube erreicht eine Körperlänge von etwa 40 Zentimetern. Sie ist damit etwas größer als eine Ringeltaube. Auf den Schwanz entfallen 12,2 bis 13,8 Zentimeter. Der Schnabel hat eine Länge von 1,9 bis 2,3 Zentimeter. Das Gewicht beträgt etwa 620 Gramm. Es besteht kein auffälliger Geschlechtsdimorphismus.  Beim Weibchen ist lediglich der Scheitel etwas grünlicher und der kastanienbraune Fleck an der Kehle ist weniger scharf abgegrenzt.
Die Stirn und die Zügel sind aschgrau und gehen auf dem Scheitel in ein dunkles grau über. Der Hals und Nacken ist dunkel rotbraun. Der Mantel ist dunkelgrün mit einem blauen und bronzefarbenen Schimmer. Die Flügeldecken sind dunkelgrün mit einem bronzefarbenen und dunkelblauen Glanz. Die Arm- und Handschwingen sind schwarz mit einem dunkelgrünen Glanz auf den Außenfahnen. Der Rücken und die Oberschwanzdecken sind etwas heller als der Mantel und haben einen bläulichen Schimmer. Die Oberschwanzdecken sind dunkel bronzegrün, die einzelnen Federn haben in der Mitte ein breites graues Band, das oben und unten von einem schmalen schwarzen Band eingefasst ist.
Das Kinn und die Kehle sind blass rotbraun und unten von einem schmalen grauen Band begrenzt. Die Ohrdecken sind blass rosagrau. Der Vorderhals und die Brust sind dunkel bronzegrün mit einem blauen Schimmer. Der Bauch ist blass braunrosa, die Flanken sind dunkel bronzegrün. Der Bürzel, die Schenkel und die Unterschwanzdecken sind dunkel kastanienbraun.
Die Iris ist innen gelb und außen rot. Die Augenringe sind karmesinrot. Die Füße sind rot.

## Verbreitungsgebiet
Die Graukopf-Fruchttaube kommt ausschließlich auf philippinischen Inseln vor. Zu diesen gehören Basilan, Biliran, Bohol, Catanduanes, Cebu, Dinagat, Leyte, Luzon, Masbate, Mindanao, Mindoro, Negros, Panay, Samar, Sibuyan und Tawi-Tawi.
Der Lebensraum der Graukopf-Fruchttaube sind Primärwälder und alte Sekundärwälder. Sie kommen auch in Wäldern mit partiellem Holzeinschlag vor. Die Höhenverbreitung reicht von 600 bis 1500 Metern. Auf Grund der zunehmenden Entwaldung ist die Graukopf-Fruchttaube auf einigen der Inseln selten geworden und auf Cebu mittlerweile ausgestorben.

## Lebensweise
Die Graukopf-Fruchttaube lebt überwiegend einzelgängerisch oder paarweise. Sie hält sich überwiegend im oberen Wipfelbereich auf, kommt aber gelegentlich in den Unterwuchs herunter um auch dort nach Nahrung zu suchen. Während der Regenzeit hält sich diese Fruchttaubenart gelegentlich auch in der Nähe von Siedlungen auf. Auf Mindoro nutzen Graukopf-Fruchttauben gelegentlich dieselben Ruheplätze wie Weißwangentauben und Großen Mindoro-Fruchttauben.
Die Fortpflanzungsbiologie dieser Art ist bislang noch nicht untersucht.